# Marcel Ziegl
Marcel Ziegl (* 20. Dezember 1992 in Seewalchen am Attersee) ist ein ehemaliger österreichischer Fußballspieler auf der Position eines Abwehrspielers.

## Karriere

### Verein
Ziegl spielte in der AKA Oberösterreich West. Am 29. November 2008 kam der damals gerade einmal 15-Jährige zu seinem Debüteinsatz in der österreichischen Bundesliga, als er beim 1:0-Sieg im „Oberösterreich-Derby“ zwischen der SV Ried und dem LASK Linz in der 89. Minute für Nacho Rodríguez eingewechselt wurde. Am Ende der Saison 2010/11 wurde er mit der SV Ried österreichischer Pokalsieger.
Mit Ried stieg er 2017 aus der Bundesliga ab. Mit Ried stieg er 2020 wieder in die Bundesliga auf, 2023 folgte der nächste Abstieg. Nach 350 Pflichtspielen für Ried beendete er nach der Saison 2023/24 verletzungsbedingt seine Karriere als Aktiver.

### Nationalmannschaft
Ziegl war bis 2013 in verschiedenen Auswahlmannschaften von der U-17-Auswahl bis zur U-21-Auswahl aktiv. Unter anderem kam er in einem Spiel der U-20-Fußball-Weltmeisterschaft 2011 zum Einsatz.

## Erfolge
- österreichischer Pokalsieger 2011